# Soon-Yi Previn
Soon-Yi Previn, ofta enbart kallad Soon-Yi, född 8 oktober 1970 i Sydkorea, är en amerikansk kvinna som är filmregissören Woody Allens fru sedan 1997. 
Soon-Yi hittades som ett övergivet barn i Seoul och hamnade på barnhem. Hon adopterades som sjuåring av skådespelerskan Mia Farrow och dennas dåvarande make dirigenten André Previn. Soon-Yi har vid flera tillfällen berättat att hon behandlades dåligt av Mia Farrow och att hon aldrig accepterades fullt ut av styvmodern. 
Soon-Yi har blivit känd för sin relation med Mia Farrows tidigare partner Woody Allen. Soon-Yi och Allen inledde förhållandet 1991, och deras relation blev offentlig 1992 efter att Farrow funnit fotografier på sin adoptivdotter i Allens lägenhet. Allen och Soon-Yi hade mycket lite eller ingen kontakt innan 1990 enligt dem själva, vilket bekräftades i rättegången i samband med den vårdnadstvist som uppstod kring Farrows och Allens gemensamma barn i och med Farrows och Allens separation. 
Soon-Yi och Woody Allen gifte sig i Venedig den 22 december 1997 och har två egna adoptivbarn.

## Filmografi
- 1986 - Hannah och hennes systrar
- 1991 - Scener från en galleria
- 1998 - Wild Man Blues